# グルクロノキシラン
グルクロノキシラン(glucurono xylan)は、広葉樹に含まれるヘミセルロースの一つである。広葉樹の成分としてはセルロースの次に多く含まれ、含有率は20-30%程度に達する。CAS登録番号は[9014-63-5]。

## 化学構造
β1－4結合したキシロースの主鎖に対し、キシロース10残基当たり、α1-2結合で4-O-メチルグルクロン酸が1残基結合している。また6-7個のアセチル基がC2位もしくはC3位を修飾している。1分子あたり2-3個の短い分岐が見られ、重合度は約200。比旋光度は-70～-90である。